# Sender Svetina
Der Sender Svetina ist eine Sendeanlage für Hörfunk im südlichen Teil der Stadt Celje auf dem Gebiet der Gemeinde Štore. Als Antennenträger wird ein 15 Meter hoher Sendeturm ungewöhnlicher Bauart verwendet.

## Frequenzen und Programme

### Analoger Hörfunk (UKW)
| Frequenz (MHz) | Programm      | RDS PS              | RDS PI | Regionalisierung | ERP (kW) | Antennendiagramm rund (ND)/gerichtet (D) | Polarisation horizontal (H)/vertikal (V) |
| -------------- | ------------- | ------------------- | ------ | ---------------- | -------- | ---------------------------------------- | ---------------------------------------- |
| 87,8           | Radio Fantasy | FANTASI_            | 935E   | -                | 0,5      | ?                                        | V                                        |
| 99,3           | Radio 1       | RADIO_1_ / ENA_CEL_ | 9357   | Celje            | 1        | D (290–30°)                              | V                                        |